# Sistema hidrológico de Soncor
El sistema hidrológico de Soncor es un sitio RAMSAR desde el 2 de diciembre de 1996 y está ubicado en el sector oriente de la cuenca del salar de Atacama y forma parte de la reserva nacional Los Flamencos.: 22 
Los cuerpos de agua presentes en el sistema son:
- Canal Burro Muerto
- Laguna Puilar
- Laguna Chaxa
- Laguna Barros Negros

Tiene una altitud media de 2300 m s. n. m. Inicialmente tenía 5016 hectáreas que fueron ampliadas a 67.133 hectáreas el año 2010.
El área del sistema abarca 4 lagunas salobres y permanentes con una profundidad de no más de 1,5 m. A pesar de estar ubicadas sobre un lecho compuesto de cristales de sulfuro y cloruro, las lagunas sirven de hábitat a variadas formas de vida como  (Phoenicoparrus jamesi, Phoenicopterus. andinus y Phoenicopterus chilensis), caití (Recurvirostra andina), chorlo de la puna (Charadrius alticola), gaviota andina Larus serranus), suri (Pteronecmia pennata tarapacensis), aves migratorias como el playero de Baird (Calidris bairdii) y también lagartijas del género Liolaemus y mamíferos como los zorros chilla (Pseudalopex griseus) y culpeo (Psudalopex culpaeus).